# Saison 3 de Papa Schultz
Chronologie
Saison 2 Saison 4
Cet article présente la troisième saison de la série télévisée américaine Papa Schultz (Hogan's Heroes).

## Distribution

### Acteurs principaux
- Bob Crane : colonel Robert E. Hogan
- Werner Klemperer : colonel Wilhelm Klink
- John Banner : sergent Hans Schultz
- Robert Clary : caporal Louis LeBeau
- Richard Dawson : caporal Peter Newkirk
- Ivan Dixon : sergent James « Kinch » Kinchloe
- Larry Hovis : sergent Andrew Carter

### Acteurs secondaires
- Leon Askin : General Albert Burkhalter
- Sigrid Valdis : Hilda
- Howard Caine : Major Wolfgang Hochstetter
- Walter Janowitz : Oscar Schnitzer
- Nita Talbot : Marya la Russe blanche (épisode 15)
- Bernard Fox : Colonel Crittendon (épisodes 1 et 19)

## Liste des épisodes
1. Le Bout du tunnel
2. Vol au-dessus du Stalag 13
3. « Jour J »
4. Mata Hari
5. On file à l'anglaise
6. Colonel Casanova
7. À nous le petit Suédois
8. Problème de robinet
9. Faux-monnayeurs
10. Il y en a toujours un...
11. Le Bal africain
12. Goulag 13
13. Conférence générale
14. Chaud et froid
15. L'Otage
16. La Trahison de Carter
17. D'une pierre deux coups
18. Y a-t-il un médecin au Stalag ?
19. Berlin-Express
20. À vos amours
21. La guerre est finie
22. Duel au sabre
23. Intox Annie
24. Une évasion gonflée
25. La mémé était trop belle
26. Quand le chat n'est pas là
27. Le Secret de la mine
28. L'Arme absolue
29. Monnaie de singe
30. Un arc et des flèches

### Épisode 1:Le Bout du tunnel
- Bernard Fox : colonel Crittendon
- Naomi Stevens : Nadya
- Victoria Vetri : Carla (sous le nom d'Angela Dorian)
- Laurie Main : major Shawcross
- Cliff Osmond : Marko

### Épisode 2:Vol au-dessus du Stalag 13
- Leon Askin : General Albert Burkhalter
- Stewart Moss : Olsen
- John Doucette : Major Richard Leman

### Épisode 3:«Jour J»
- Harold Gould : Général von Scheider
- Gail Kobe : Lilli
- John Hoyt : Général Bruner
- Ivan Triesault : Général von Katz
- Sigrid Valdis : Hilda
- J. Pat O'Malley : général anglais

### Épisode 4:Mata Hari
- Howard Caine : Major Hochstetter
- Joyce Jameson : Eva Mueller
- Sidney Clute : Kurt

### Épisode 5:On file à l'anglaise
- Lloyd Bochner : Capitaine Roberts et Lieutenant Baumann
- Howard Caine : Major Hochstetter
- Sigrid Valdis : Hilda
- Peter Hellmann : soldat de la Gestapo

### Épisode 6:Colonel Casanova
- Leon Askin : Général Burkhalter
- Kathleen Freeman : Gertrud Linkmeyer
- Woodrow Parfrey : Hugo Hindmann

### Épisode 7:À nous le petit Suédois!
- Leon Askin : Général Burkhalter
- Karl Swenson : Karl Svenson
- Edward Knight : Herr Grosser
- Doris Singleton : Magda Tischler

### Épisode 8:Problème de robinet
- Leon Askin : Général Burkhalter
- Felice Orlandi : Maurice Dubois
- Sigrid Valdis : Hilda
- Chris Anders : Capitaine Franz

### Épisode 9:Faux-monnayeurs
- Sandy Kenyon : Major SS Bock
- Jon Cedar : Herman Stoffel

### Épisode 10:Il y en a toujours un...
- John Stephenson : Felix
- Barbara Babcock : Maria
- John Crawford : capitaine Hermann
- Paul Picerni : Jack Williams

### Épisode 11:Le Bal africain
- Barbara McNair : Kumasa
- Paul Lambert : général von Hammerschlag
- Felice Orlandi : Maurice Dubois
- David Morick : Aide

### Épisode 12:Goulag 13
- Leon Askin : Général Burkhalter
- Felice Orlandi : Maurice Dubay
- Bard Stevens : Officier allemand
- Bob Hastings : Igor Piotkin

### Épisode 13:Conférence générale
- Leon Askin : Général Burkhalter
- Maurice Marsac : Jacques Mornay
- Ben Wright : Général Felix Mercer
- John Hoyt : Général Bruner

### Épisode 14:Chaud et froid
- Howard Caine : Major Hochstetter
- Noam Pitlik : Capitaine Morgan
- Robert Pickering : Lieutenant Rosen
- Sigrid Valdis : Hilda

### Épisode 15:L'otage
- Nita Talbot : Marya
- Theo Marcuse : Général Von Heiner

### Épisode 16:La Trahison de Carter
- Antoinette Bower : Leni Richter
- John Myhers : Général Wittkamper

### Épisode 17:D'une pierre deux coups
- Alan Oppenheimer : Freitag
- Jon Cedar : Mannheim
- Howard Caine : major Hochstetter
- Barbro Hedström : Ilse Praeger

### Épisode 23:Intox Annie
- Howard Caine : major Hochstetter
- Louise Troy : Anna Gebhart

### Épisode 30:Un arc et des flèches
- Sigrid Valdis : Hilda
- David Frank : le sergent allemand